# Lepidogma tamaricalis
Lepidogma tamaricalis is een vlinder uit de familie snuitmotten (Pyralidae). De wetenschappelijke naam is voor het eerst geldig gepubliceerd in 1873 door Mann.
De soort komt voor in Europa.